# Canada ai Giochi della XX Olimpiade
Il Canada partecipò ai Giochi della XX Olimpiade che si sono svolti a Monaco di Baviera dal 26 agosto all'11 settembre 1972, con una delegazione di 208 atleti impegnati in 18 discipline per un totale di 136 competizioni.  Il portabandiera fu il judoka Doug Rogers, che era stato medaglia d'argento a Tokyo 1964. Il bottino della squadra fu di due medaglie d'argento e tre di bronzo: un bottino modesto, se rapportato alla consistenza numerica della squadra canadese. I migliori risultati vennero dal nuoto, che portò quattro delle cinque medaglie complessive.

## Medaglie
| Medaglia | Nome                                                    | Sport | Evento                  |
| -------- | ------------------------------------------------------- | ----- | ----------------------- |
| Argento  | Bruce Robertson                                         | Nuoto | 100 m farfalla          |
| Argento  | Leslie Cliff                                            | Nuoto | 400 m misti             |
| Bronzo   | Donna Gurr                                              | Nuoto | 200 dorso               |
| Bronzo   | Erik Fish William Mahony Bruce Robertson Robert Kasting | Nuoto | Staffetta 4x100 m misti |
| Bronzo   | David Miller John Ekels Paul Cote                       | Vela  | Classe Soling           |

## Risultati

### Pallanuoto
| Atleta | Classifica |                   |
| --- | --- | ----------------- |
| V · D · M Nazionale maschile canadese di pallanuoto · Giochi olimpici - Monaco di Baviera 1972 Vanderpol • Pyle • Pugliese • Barry • Packer • S. Hart • Gauldie • Thompson • D. Hart • Csepregi • Leclerc · CT : - | 13° |                   |
| Nazionale maschile canadese di pallanuoto · Giochi olimpici - Monaco di Baviera 1972 | |                   |
| Vanderpol • Pyle • Pugliese • Barry • Packer • S. Hart • Gauldie • Thompson • D. Hart • Csepregi • Leclerc · CT: -                                                                                                 | Vanderpol • Pyle • Pugliese • Barry • Packer • S. Hart • Gauldie • Thompson • D. Hart • Csepregi • Leclerc · CT: - | Canada (bandiera) |